# Carcabuey
Carcabuey ist eine Gemeinde in der spanischen Provinz Córdoba im zentralen Andalusien. Der Ort befindet sich am Ostrand des von der UNESCO anerkannten Geopark Sierras Subbéticas, dem Parque Natural de las Sierras Subbéticas. Carcabuey liegt in einem tiefer gelegenen Korridor, der die südliche Sierra de la Hornicera vom nördlichen Bergland von Cabra trennt. Hierbei handelt es sich um Karstgebirge mit schroffen Felsen, tiefen  Schluchten und zahlreichen Höhlen.

## Geschichte
In römischer Zeit erhielt Carcabuey unter dem Namen Ipolcobulcula das ius Latii. 
Im Jahre 892 belagerte der Emir von Córdoba ʿAbd Allāh ibn Muḥammad in Karkabūliyah den Rebellen Ibn Mastanah, der sich daraufhin dem Emir unterwarf und seine Burg restlos niederlegen musste. 

## Carcabuey heute
Carcabuey hatte am 2024 2.299 Einwohner auf einer Gesamtfläche von 79,74 km². Der Ort liegt auf einer Höhe von 625 m. Wahrzeichen ist die mächtige mittelalterliche Burg, die auf einem nahegelegenen Kalksteinmassiv das Dorf überragt. Im Inneren der Burg, um die sich zahlreiche Legenden ranken, befindet sich die Wallfahrtskapelle der Allerheiligsten Jungfrau Maria der Burg von Carcabuey (Ermita de la Virgen Maria Santisima del Castillo de Carcabuey), der Patronin des Ortes. An den Wänden sind die Krücken von gehbehinderten Pilgern angebracht, weil sie diese nicht mehr benötigten. Ebenfalls sehenswert ist die Kirche Nuestra Señora de la Asunción aus dem 14. Jahrhundert mit einer prachtvollen Ausstattung in Córdoba-Barock, wie auch die beiden Kapellen Calvario und Aurora.
In Höhlen außerhalb des Dorfes sind archäologische Fundstätten aus der Mittelsteinzeit, der Römerzeit und der Maurenherrschaft zu besichtigen. Zu den Festlichkeiten des Ortes zählen der Fronleichnamstag, an dem die Straßen mit farbigen Teppichen aus Sägemehl geschmückt werden, das Fest zu Ehren der Virgen de la Aurora im August, sowie der Karfreitag mit einer Prozession, die dem Leidensweg Jesu Christi nachempfunden ist.